# Avigdor Mordechai
Avigdor Mordechai (Ráva, ? – Ungvár, 1824) ungvári rabbi.

## Élete
Fiatal korában, 1808-ban grasvici, majd 1815 körül ungvári rabbi lett. Askenázy Izsák rabbi (a Taharósz Hakódes szerzője) unokája volt. Sógora Heller Hirsch óbudai főrabbi, unokája Ábrahám Dávid bucsáci rabbi, a Deász Kedósim írója volt.